# Paraíso do Tocantins
Paraíso do Tocantins is een gemeente in de Braziliaanse deelstaat Tocantins. De gemeente telt 50.360 inwoners (schatting 2017).

## Aangrenzende gemeenten
De gemeente grenst aan Barrolândia, Chapada de Areia, Miracema do Tocantins, Monte Santo do Tocantins, Nova Rosalândia, Pium, Porto Nacional en Pugmil.

## Galerij

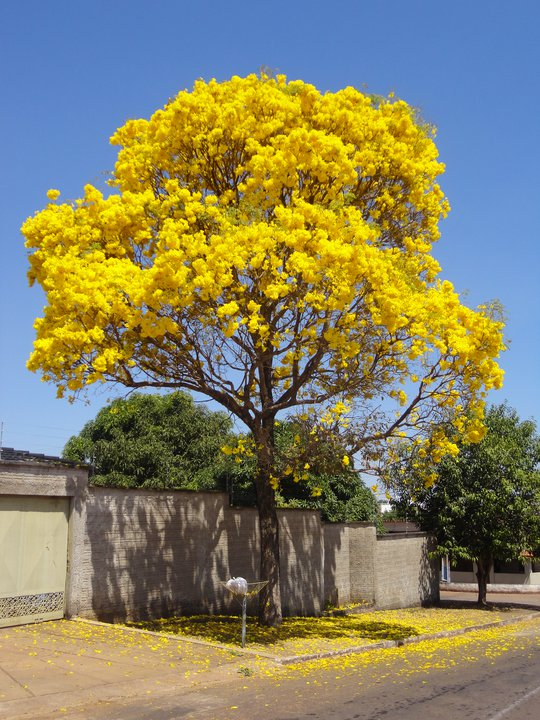
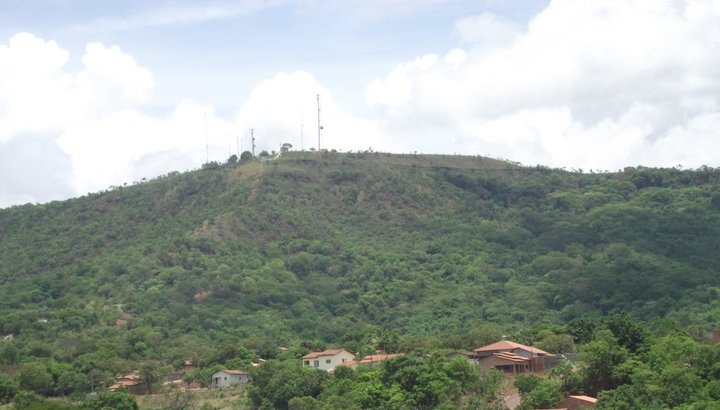